# Tiszaladány, Borsod-Abaúj-Zemplén
Tiszaladány este un sat în districtul Tokaj, județul Borsod-Abaúj-Zemplén, Ungaria, având o populație de 706 locuitori (2011). 

## Demografie
Componența etnică a satului Tiszaladány
     Maghiari (89,75%)
     Romi (10,25%)
Componența confesională a satului Tiszaladány
     Reformați (54,25%)
     Fără religie (11,9%)
     Romano-catolici (10,91%)
     Greco-catolici (2,69%)
     Necunoscută (19,41%)
     Atei (0,85%)
Conform recensământului din 2011, satul Tiszaladány avea 706 locuitori. Din punct de vedere etnic, majoritatea locuitorilor (89,75%) erau maghiari, cu o minoritate de romi (10,25%).  Din punct de vedere confesional, majoritatea locuitorilor (54,25%) erau reformați, existând și minorități de persoane fără religie (11,9%), romano-catolici (10,91%) și greco-catolici (2,69%). Pentru 19,41% din locuitori nu este cunoscută apartenența confesională.